# Saison 2013-2014 du FC Sochaux-Montbéliard
Maillots
Chronologie
Saison précédente Saison suivante
La préparation de la 66e saison du FCSM parmi l’élite, un record pour la Ligue 1, débute le 1er juillet 2013 sous les ordres d’Éric Hély confirmé à son poste d’entraîneur général à l’intersaison.
Malgré un maintien assuré seulement à la 37e journée la saison passée, pas de révolution dans la maison jaune et bleu, qui continue de s’appuyer sur ses jeunes pousses pour renforcer son groupe.
Pas de compétition majeure en 2013 pour les équipes nationales, Éric Hély dispose donc de tout son effectif pour commencer sa préparation. Il voit arriver pour le seconder le renfort d’Omar Daf qui a mis fin à sa carrière de joueur et Bernard Gines en tant que nouveau préparateur physique.

## Avant saison

### Une préparation chaotique
Pendant 10 jours le FCSM commence sa préparation sur ses installations de Bonal avant de partir en stage pour une semaine à Vittel, stage qui se conclura par la première des six oppositions prévues lors de cet avant-saison.
Le samedi 13 juillet 2013 a donc lieu à Vittel, la première opposition contre l’AJ Auxerre. Ce premier match se conclut par un match nul 0 à 0, match rythmé en première mi-temps du côté FCSM qui se procure bon nombre d’occasions avant de retomber en 2e mi-temps sur un rythme de reprise.
Retour du côté de Bonal après ce stage avec une semaine chargée avec deux oppositions en 3 jours entrecoupées de 3 séances d’entrainement avant et après.
Le mercredi 17 juillet 2013, 2e opposition pour le FCSM contre un adversaire de National, le SR Colmar. Malgré une large revue d’effectif, la logique est respectée et le FCSM s’impose 2 à 0 grâce à ses deux buteurs maisons, Sloan Privat et Cédric Bakambu.
Le samedi 20 juillet 2013, nouvelle opposition contre un pensionnaire de ligue 2, l'AS-Nancy Lorraine. Après avoir ouvert le score par Cédric Bakambu à la 55e et de nombreux changements de part et d’autre, les Lorrains réussissent à égaliser en toute fin de match.
Après une semaine d’entrainement à trois séances tous les deux jours, le samedi 27 juillet 2013, le FCSM rencontre son dernier club de ligue 2 le Dijon FCO. Après une entame de match correcte, le FCSM va complètement s’effondrer et s’incliner lourdement 4 à 0.
Même si les Dijonnais sont en avance de phase dans leur préparation sur les Sochaliens, cette lourde défaite aurait dû servir d’alerte pour la direction du club sur le potentiel de cette équipe.
Trois jours après cette cuisante défaite, le mercredi 31 juillet 2013, le FCSM rencontre un pensionnaire de Ligue 1. Les deux équipes se quittent sur un score de parité 0 à 0 dans un match équilibré.
Dernier match de préparation, un nouveau pensionnaire de Ligue 1 se présente face aux Sochaliens, le FC Lorient de Christian Gourcuff. À une semaine du début de championnat, on assiste à une vraie rencontre entre les deux équipes qui alignent les contours de leur future équipe type. Le FC Lorient frappe le premier à la 21e minute, et malgré de bonnes occasions, le FCSM n’arrivera pas à revenir au score et s’inclinera.
La préparation 2013/2014 du FCSM se conclut donc par un bilan mitigé avec une seule victoire contre un club de national, 3 matchs nuls et 2 défaites contre des adversaires directs pour le maintien ou des pensionnaires de ligue 2.

### Présentation officielle de l’effectif

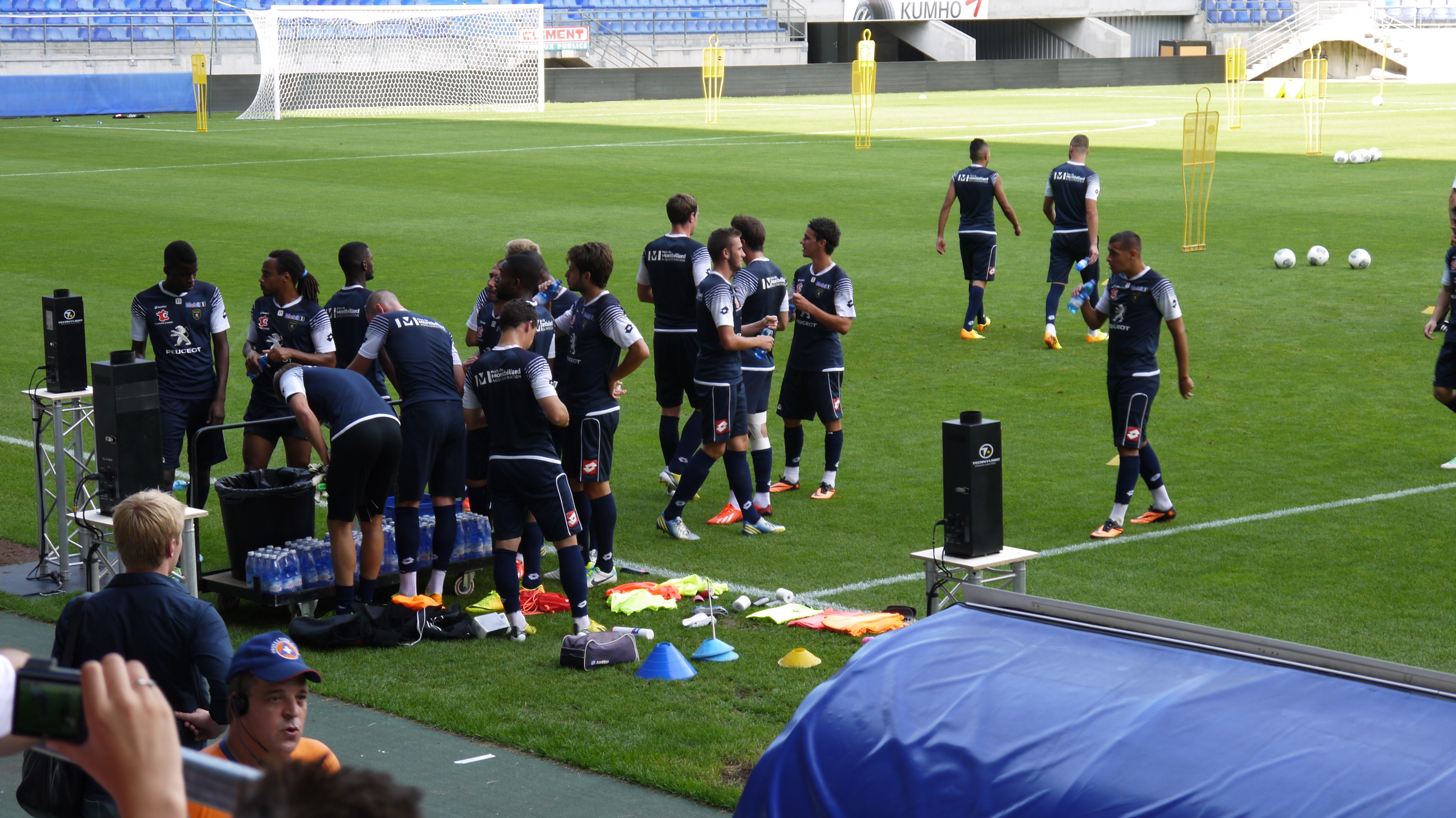
Entrainement collectif

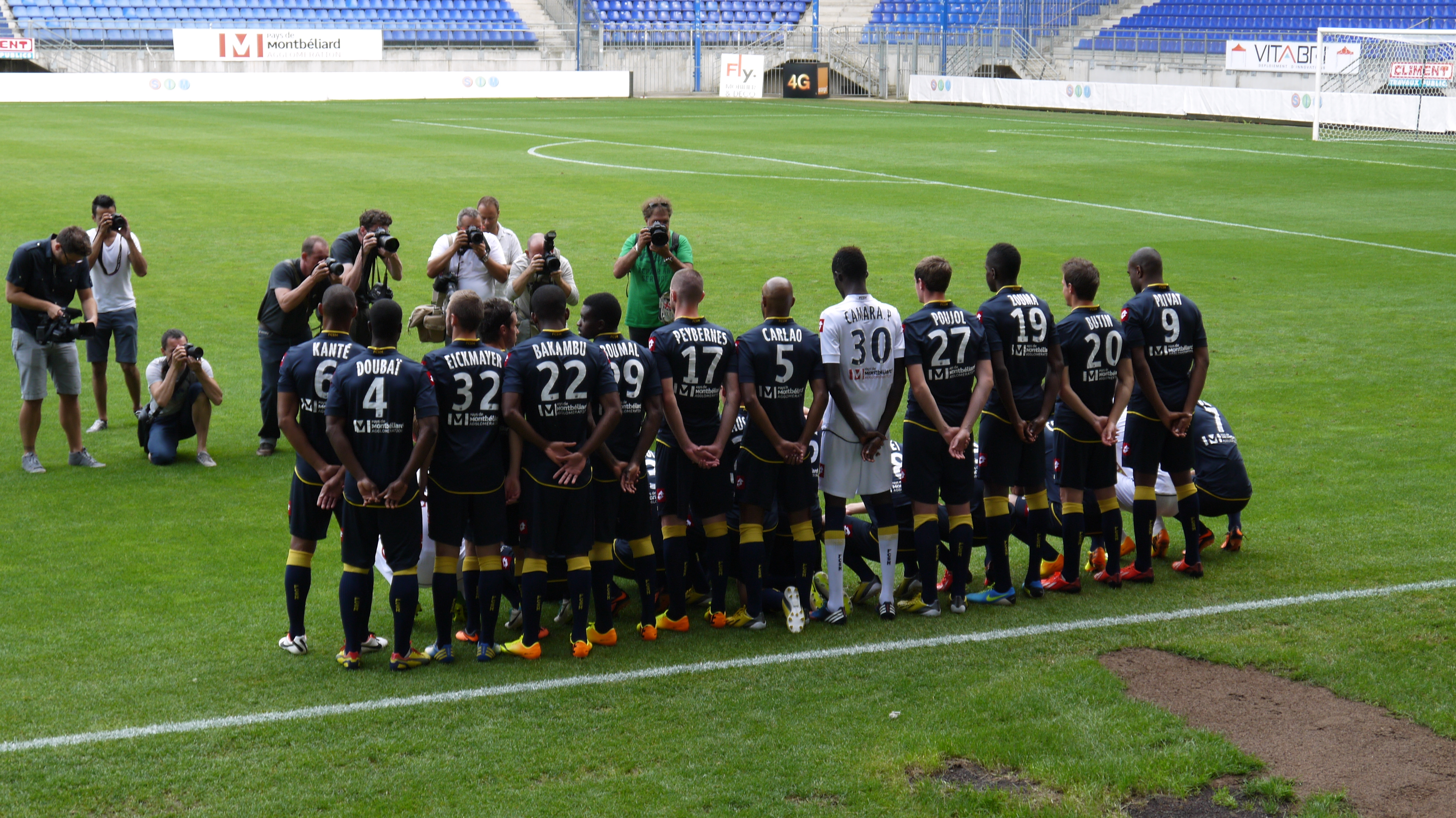
Le groupe pour la photo officielle

Le mardi 6 août 2013, le FCSM offre à ses abonnés une présentation officielle de l’effectif dans un stade Bonal qui accueille 2 500 personnes pour l’occasion sur un nombre d’abonnés global avoisinant les 5300 pour cette saison.
L'ambiance est bon enfant et un DJ assure l'animation pour l’occasion.
Les spectateurs ont pu découvrir en avant-première la nouvelle Peugeot 308 II qui était accompagnée de miss Franche-Comté.
Après un entrainement du groupe professionnel, les abonnés ont eu le droit à une présentation un à un des joueurs qui composent l’effectif et de nombreux lots ont été offerts dont un déplacement VIP avec l’équipe et des diners avec les joueurs.
La journée se concluant par la traditionnelle séance de dédicaces et la photo de famille.

### Mercato d’été
L’ouverture du mercato est l’occasion pour les jeunes formés à Seloncourt de signer leur premier contrat professionnel. Lionel Zouma, qui avait déjà signé son contrat professionnel en septembre dernier, est suivi par Joachim Eickmayer et Christophe Hérelle qui est prêté dans la foulée au SR Colmar pour acquérir de l’expérience et du temps de jeu.
Côté départ, le premier à trouver preneur est Ishmael Yartey, prêté pour un an avec option d’achat au FC Sion.
Le président Pernet apprend son nouveau métier dans la difficulté avec un mercato très difficile avec les vrais fausses arrivées de Nicolas Benezet et Paul Baysse, tous deux proches de signer et qui ont préféré s'engager ailleurs qu’au FCSM.
De ce fait, le FCSM va entamer le championnat avec un groupe de joueurs qui va encore bouger jusqu'à la fin du mercato, puisqu’on ne recense qu'un seul renfort du côté de Bonal, Julien Faussurier arrivé de Troyes. Recruté pour jouer latéral droit afin de suppléer le départ de Sébastien Corchia, le joueur va débuter sur le flanc gauche de la défense pour pallier l’absence de Jérome Roussillon.
Il faudra attendre la dernière ligne droite pour de nouveau voir bouger les colonnes arrivés/départs sochaliennes.
Le 27 août 2013, Sloan Privat quitte son club formateur pour la Gantoise alors que dans le même temps, le FCSM obtient le prêt pour une saison de Razak Boukari, un pari sur l’avenir puisque le joueur arrive blessé dans en Franche-Comté.
Le 30 août 2013, c’est au tour de Yaya Banana de partir en prêt chercher du temps de jeu, ce sera au Lausanne Sport.
Le mercato touche à sa fin et celui du FCSM s’emballe enfin. Ryad Boudebouz s’envole vers l’île de beauté et s’engage pour 3 ans et 1 million d’euros en faveur du SC Bastia. Le FCSM se renforce avec le prêt d’Emmanuel Mayuka en provenance de Southampton et le transfert de Thomas Guerbert qui quitte le Dijon FC et s’engage pour quatre ans en faveur du FCSM.
À noter que le président Pernet essuiera un 3e échec dans ce mercato avec la non-venue de l’attaquant suédois Jiloan Hamad malgré des discussions très avancées.
Fait marquant de ce mercato estival, le cas Corchia. Bénéficiant d’un bon de sortie, le capitaine des espoirs n’a pas trouvé chaussure à son pied. L’OL a été le plus proche, mais le montant réclamé 2,5 millions a refroidi les décideurs lyonnais qui lui ont préféré Miguel Lopes prêté par le Sporting du Portugal. Sébastien Corchia entame donc une nouvelle saison avec le FCSM en attendant le prochain mercato hivernal.

#### Tableau des transferts dumercatod’été
| Date        | Nom                    | Nationalité   | Modalité                  | Provenance/Destination     | Division           |
| Arrivées    |                        |               |                           |                            |                    |
| 31 mai      | Abdoul Razzagui Camara | Guinée        | Retour de prêt            | PAOK Salonique             | Superleague        |
| 19 juin     | Julien Faussurier      | France        | Transfert (500 k€, 4 ans) | ES Troyes AC               | Ligue 1            |
| 27 août     | Razak Boukari          | Togo          | prêt                      | Wolverhampton FC           | Championship       |
| 2 septembre | Emmanuel Mayuka        | Zambie        | prêt                      | Southampton FC             | Premier League     |
| 2 septembre | Thomas Guerbert        | France        | Transfert                 | Dijon FCO                  | Ligue 2            |
| Départs     |                        |               |                           |                            |                    |
| 31 mai      | Giovanni Sio           | Côte d'Ivoire | Retour de prêt            | VfL Wolfsbourg             | Bundesliga         |
| 31 mai      | Omar Daf               | Sénégal       | Fin de contrat            | Retraite sportive          |                    |
| 31 mai      | Yassin Mikari          | Tunisie       | Fin de contrat            | FC Lucerne                 | Super League       |
| 31 mai      | King Osanga            | Côte d'Ivoire | Fin de contrat            | Royal White Star Bruxelles | Division 2         |
| 31 mai      | Frédéric Duplus        | France        | Fin de contrat            | SV Zulte Waregem           | Jupiler Pro League |
| 31 mai      | Didier Ovono           | Gabon         | Fin de contrat            | FC Sapins                  | D1 gabonaise       |
| 20 juin     | Christophe Hérelle     | France        | prêt (1 an)               | SR Colmar                  | National           |
| 24 juin     | Ishmael Yartey         | Ghana         | prêt avec o. a. (1 an)    | FC Sion                    | Super League       |
| 27 août     | Sloan Privat           | France        | Transfert (1,5 M€)        | KAA La Gantoise            | Jupiler Pro League |
| 30 août     | Yaya Banana            | Cameroun      | prêt avec o. a. (1 an)    | Lausanne-Sports            | Super League       |
| 2 septembre | Ryad Boudebouz         | Algérie       | Transfert (1 M€)          | SC Bastia                  | Ligue 1            |

## Compétitions

### Ligue 1

#### Matchs Aller

##### Août 2013 – Démarrage en côte!
Les jaunes et bleus attaquent cette 66e saison parmi l’élite avec l’envie de ne pas revivre une énième saison galère.
Le samedi 10 août 2013, le FCSM commence sa saison chez un adversaire à sa portée, Évian TG. Après un démarrage difficile, le FCSM se reprend en 2e mi-temps et ramène le point du nul grâce à un but de Roy Contout.
Ce match voit la titularisation pour la première fois de Joachim Eickmayer, jeune pousse sochalienne et de Julien Faussurier.
Le samedi 16 août 2013, pour le premier match à Bonal, le FCSM accueille l’OL, une équipe déjà bien en jambe en ce début de saison. Malgré une ouverture du score rapide de Ryad Boudebouz sur pénalty, les Rhodaniens vont vite revenir dans le match profitant des largesses défensives sochaliennes pour finalement l’emporter 3 à 1.
Mathieu Peybernes sera désigné fautif par son entraîneur après cette défaite et se retrouve sur le banc pour la prochaine rencontre alors qu’il avait entamé les deux premiers matchs.
Le samedi 24 août 2013, déplacement à Montpelier. Après avoir ouvert le score par Roy Contout, le FCSM se fait rejoindre au score juste avant la mi-temps.
Alors que les Sochaliens tenaient bons, Cédric Kanté se fait fort logiquement expulsé sur un tacle non-maitrisé au milieu de terrain, tacle qui ne s’imposait pas. Éric Hély décide de sortir Cédric Bakambu pour faire rentrer Mathieu Peybernes afin de stabiliser la défense et de sauvegarder le résultat. Malheureusement, à la 94e minute, sur un gros loupé de Mathieu Peybernes dans sa surface, Siaka Tiéné en profite pour donner la victoire au sien.
Le samedi 31 août 2013, le FCSM reçoit l’AC Ajaccio, un adversaire à sa portée pour se relancer. Avec l’expulsion de Kanté, et la gestion plus que douteuse du cas Peybernes, Éric Hély aligne une troisième charnière centrale différente en quatre matchs en titularisant Lionel Zouma aux côtés de Carlao. Malgré une domination sans partage des hommes d’Éric Hély, ils n’arriveront pas à se créer de véritables occasions de but et partageront le point du match nul avec des Ajacciens qui repartent avec ce qu’ils étaient venus chercher.
Après ce premier mois de compétition, le FCSM n’a empoché que 2 points et pointe à la 19e place du classement de la Ligue 1.

##### Septembre 2013 – Onde de choc

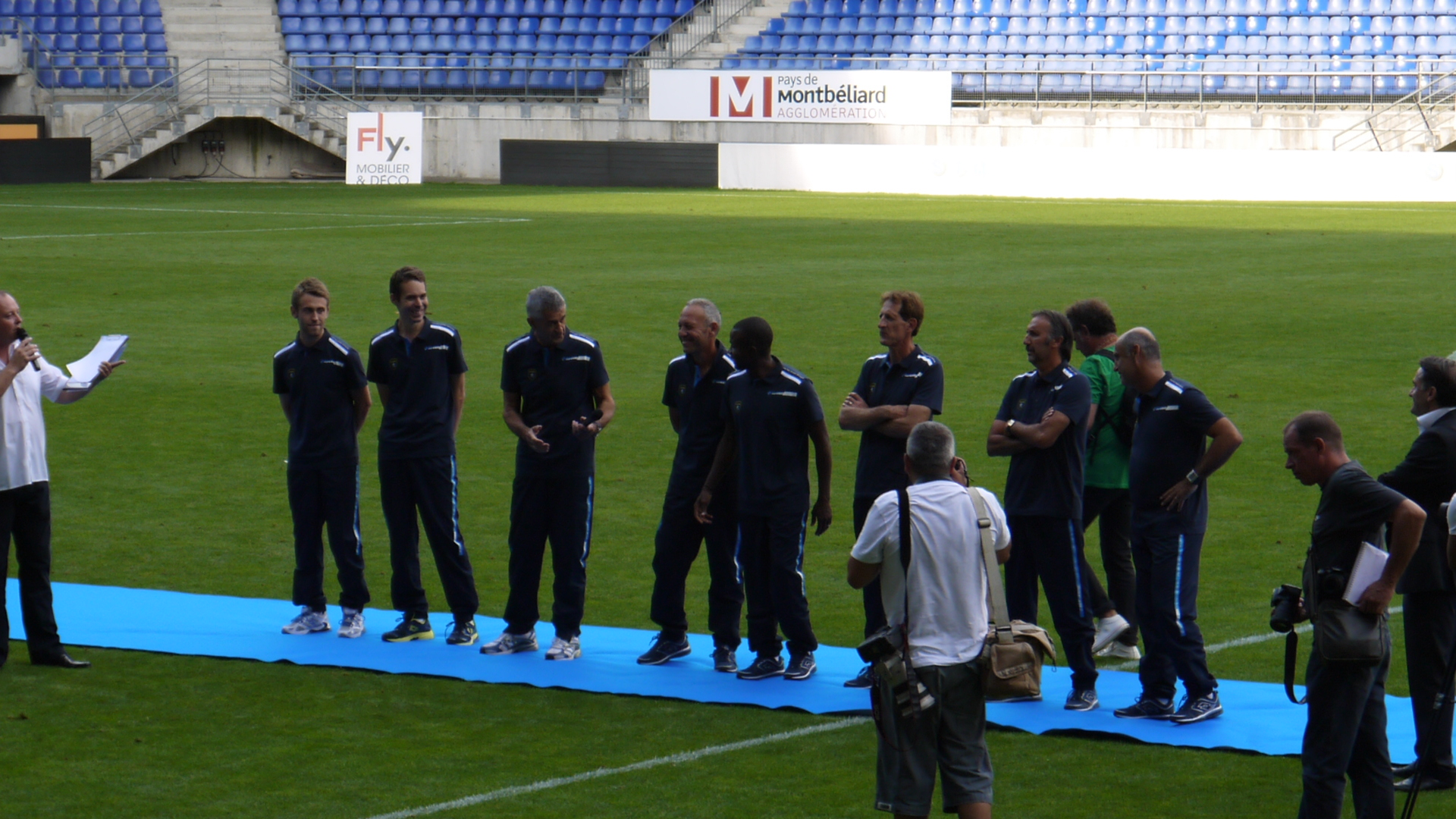
Hély et son staff en début de saison

Le FCSM aborde ce mois de septembre avec son effectif au complet, outre le prêt de Razak Boukari qui est un pari sur l’avenir, le joueur étant blessé, deux autres nouvelles têtes sont arrivées en Franche-Comté, Thomas Guerbert http://www.fcsochaux.fr/fr/index.php/component/content/article/33-communique/5551-thomas-guerbert-presente-mercredi pour un transfert définitif et le Zambien Emmanuel Mayuka en Prêt.
Côté départ, Sloan Privat et Ryad Boudebouz ont quitté leur club formateur respectivement pour la Gantoise et le SC Bastia
Le samedi 14 septembre 2013, Eric Hély aligne d’entrée Thomas Guerbert et fera rentrer le Zambien en fin de match pour tenter de revenir au score, mais le FCSM s’incline une nouvelle fois, cette fois chez le FC Nantes solide promu de ce début de saison sur le score de 1 à 0.
Le samedi 21 septembre 2013, pour la réception de Lille, Éric Hély peut compter sur le retour de Jérôme Roussillon. Malheureusement, le match tourne rapidement en faveur des Lillois qui mènent 2 à 0 à la mi-temps. Dès le début de la 2e mi-temps, Jérôme Roussillon se blesse à nouveau et restera de long mois éloigné des terrains. Le FCSM n’arrivera jamais à revenir au score.
Le mercredi 25 septembre 2013, le FCSM se déplace à Guingamp pour un match cauchemardesque. Les lionceaux s’inclinent chez le promu sur le score lourd de 5 à 1.
En conférence de presse d’après, Éric Hély annonce sa décision de démissionner de son poste d’entraineur de l’équipe première. Démission entérinée le lendemain par le président du FCSM Laurent Pernet.
L'intérim est assuré par ses entraîneurs adjoints à savoir Omar Daf, Bernard Ginès et Éric Pégorer en attendant de trouver la perle rare.
Le samedi 28 septembre 2013, c’est donc Omar Daf qui est aux commandes de l’équipe pour la réception de Valenciennes. Devant une équipe valenciennoise aussi mal en point qu’elle, les Sochaliens vont enfin ouvrir leur compteur de victoire en s’imposant 2 à 0 par Cédric Bakambu et Carlao, score acquis dès la 20e minute du match.
Après deux mois de compétition, le FCSM pointe à la 19e place de Ligue 1 avec seulement 5 points.

##### Octobre 2013 – Un renard à la tête des lionceaux
Le dimanche 6 octobre 2013, Omar Daf et ses hommes se rendent sur les bords de la Gironde pour tenter de confirmer le fameux choc psychologique à la suite de la démission d'Éric Hély. Le FCSM entame bien son match en ouvrant le score par Roy Contout, mais retombe très vite dans ses travers, pour finalement s’incliner lourdement 4 buts à 1.
Sans entraineur officiel depuis maintenant quinze jours, le FCSM officialise enfin le nom du remplaçant d’Éric Hély, Hervé Renard.
Profitant d’une nouvelle trêve internationale, le samedi 12 octobre 2013, le nouvel entraîneur de Sochaux réalise une large revue d’effectif lors d’un match amical contre le FC SION. Le FCSM s’imposera dans cette rencontre par deux buts de Cédric Bakambu.
Pour son premier match officiel à la tête du FCSM, Hervé Renard reçoit l’AS Monaco et son cortège de stars, le dimanche 20 octobre 2013. Après une première mi-temps déplorable et soldée par un 2 à 0 pour les visiteurs, avec un but offert par Carlao à Ferreira Carrasco qui n’en demandait pas tant pour s’offrir un doublé. La deuxième mi-temps, offrira un tout autre visage du FCSM, qui poussé par son public, va renverser la situation en marquant deux fois en moins de 8 minutes, par Cédric Bakambu et Joseph Lopy.
Le samedi 27 octobre 2013, le FCSM se déplace au FC Lorient. Premier fait de jeu de la saison contre le FCSM, sur une contre-attaque, les Lorientais ouvrent le score alors que Sébastien Corchia était au sol blessé. Au retour des vestiaires, les locaux doublent le score et le FCSM doit une nouvelle fois courir après le score. Ils n’arriveront à réduire le score qu’à la 91e minute par Cédric Bakambu, trop tard pour espérer ramener quelque chose de ce déplacement.
Le FCSM finit le mois d’octobre 2013 à la dernière place de Ligue 1, avec 7 points.

##### Novembre 2013– Le sort s’acharne sur le FCSM
Le samedi 2 novembre 2013, réception de l’ASSE à Bonal. À la 27e minute, dans un tacle non maitrisé, Kurt Zouma fracasse net la jambe de Thomas Guerbert. Le joueur stéphanois est exclu par M. Varela mais le FCSM perd pour de long mois son maitre à jouer.
Malgré leur supériorité numérique, les Sochaliens ont du mal à revenir dans le match, et Petrus Boumal sera à son tour exclu pour un deuxième carton jaune, anéantissant tout espoir de victoire pour les jaunes et bleus.
Le dimanche 10 novembre 2013, le FCSM se déplace au vélodrome. Alors que l’Olympique de Marseille a ouvert le score très tôt dans la partie par Florian Thauvin, le FCSM revient au score à l’heure de jeu par un but magnifique d’Emmanuel Mayuka.
Nouveau fait de jeu en défaveur des Sochaliens, à la 83e minute, alors qu’Emmanuel Mayuka est déséquilibré illicitement dans la surface marseillaise par Romao, M. Buquet ne siffle pas pénalty. Dans la continuité de l’action, sur un centre d’André-Pierre Gignac, Mathieu Peybernes contre le ballon de la main en voulant tacler le ballon et M. Buquet n’hésite pas une seconde en sifflant cette fois un pénalty, qui sera transformé et donnera la victoire aux Marseillais.
Les Sochaliens repartent avec zéro point de Marseille et un fort sentiment d’injustice.
Le samedi 23 novembre 2013, ce sont les Bastiais de Ryad Boudebouz qui se présentent à Bonal. Si les matchs à Furiani sont souvent très chauds au niveau ambiance, et bien on peut dire que ce match fut à la hauteur des joutes sur l’île de beauté, à un point prêt, il se déroulait à Bonal.
Le match se déroulait dans un bon esprit jusqu'à la 32e minute et l'ouverture du score du SC Bastia par Ryad Boudebouz. Alors que tous les Sochaliens s'étaient arrêtés car le ballon était sorti en touche, l'arbitre de touche n'ayant pas signalé cette touche, Milan Krašić a continué à jouer et a dressé un centre parfait pour Whabi Khazri qui remet en retrait pour l'ancien sochalien qui trompe Simon Pouplin. Les Sochaliens auront beau protester, M. Bien valide le but alors qu'il n'aurait pas dû.
Dès lors, les Sochaliens vont tout faire pour revenir au score sans y parvenir avant la mi-temps.
Dès le retour du vestiaire, sur un centre de Roy Contout, Cédric Bakambu marque mais le but est refusé pour une faute sur Modesto. Le public de Bonal commence à gronder fortement après l'arbitrage en leur défaveur.
54e minute, alors que Sébastien Corchia reste à terre dans la surface bastiaise, les joueurs corses continuent de jouer et se font contrer. Cédric Bakambu marque dans le but vide, Mickael Landreau ayant déserté son but. M. Bien annule une nouvelle fois le but des Sochaliens et provoque la bronca du public.
Les supporters sochaliens doivent même être contenus par les stadiers pour éviter l'envahissement du terrain.
Il faudra attendre la 74e minute pour qu'enfin M. Bien valide un but au sochalien, Emmanuel Mayuka au point pénalty reprend victorieusement un centre de Petrus Boumal. Plus rien ne sera marqué, et les lionceaux doivent laisser échapper une victoire qu'ils ont tout fait pour obtenir.
Le samedi 30 novembre 2013, les Sochaliens se déplacent dans la ville rose pour affronter le Toulouse Football Club.
Malgré une entame de match parfaite, avec l'ouverture du score par Emmanuel Mayuka, qui signe son 3e but de suite en trois matchs, la soirée sera cauchemardesque pour les Francs-Comtois.
En effet, ce but a eu le tort de réveiller les Toulousains et leur buteur Wissam Ben Yedder qui va frapper deux fois en première période permettant aux locaux de basculer en tête à la pause.
Au retour des vestiaires, Pantxi Sirieix profite d'une erreur d'appréciation de Simon Pouplin pour aggraver la marque.
67e minute, sur un centre de Clément Chantome, Lionel Zouma contre le ballon de la main. Penalty pour le TFC, transformé par Ben Yedder qui s'offre un triplé par la même occasion. Le pauvre Zouma va clore la marque pour le TFC d'un magnifique but contre son camp. Le FCSM s'incline finalement 5 à 1.

##### Décembre 2013 - Vivement le mercato
Le mercredi 4 décembre 2013, le FCSM reçoit le Stade de Reims.
Cueillis à froid par les visiteurs, les Sochaliens s'inclinent une première fois à la 16e minute par Christopher Glombard sur une grossière erreur de Simon Pouplin qui manque complètement son dégagement sur une balle mise en retrait par Mathieu Peybernes.
Après la pause, le stade Bonal a salué le retour de Pierre-Alain Frau sous les couleurs sochaliennes mais il n'a pas pu apporter le déclic à son équipe, qui a été incapable de trouver la solution tout au long du match.
Logiquement, le FCSM s'inclinera finalement 2 à 0, Prince Oniangue doublant la mise à la 86e minute.
Ce non match n'augure rien de bon pour les troupes d'Hervé Renard avant de se rendre chez l'ogre parisien.
Le samedi 7 décembre 2013, direction le Parc des Princes et son cortège de stars.
Pierrick Cros fait son retour dans la cage sochalienne, Simon Pouplin étant blessé/écarté à la suite du match contre Reims.
Positionné dans un 532, les Sochaliens ne tiendront que 14 minutes avant de voir Thiago Silva ouvrir le score.
Le miracle sochalien aura d'avoir tenu jusqu'à la pause ce score, car après la mi-temps, le PSG et Ibrahimovic ont accéléré faisant éclater la défense sochalienne à 4 reprises. Ezequiel Lavezzi, puis Edinson Cavani marqueront tour à tour avant que Zlatan Ibrahimović ne transforme un coup franc chronométré à 100 km/h et parachève le succès parisien en s'offrant un doublé à la 91e minute.
5 à 0, le tarif maison à l'extérieur pour les Sochaliens.
Le samedi 14 décembre 2013, deuxième déplacement de suite pour les Sochaliens qui se rendent à l'Allianz Riviera affronter une équipe de l'OGC Nice aussi mal en point qu'elle.
Toujours aussi fébrile en défense, le FCSM prend encore un but évitable à la 24e minute, Éric Bauthéac profitant des largesses sochaliennes pour signer son retour sur les terrains. Comme rien ne va, Carlão positionné milieu défensif sur ce match doit laisser sa place 6 minutes après l'ouverture du score sur une énième blessure. Et quand rien ne va, en 2e mi-temps, c'est au tour de Pierre-Alain Frau de sortir sur blessure, alors qu'il était entré en jeu 17 minutes avant. Le FCSL s'incline une fois encore et reste enlisé à la dernière place de Ligue 1.

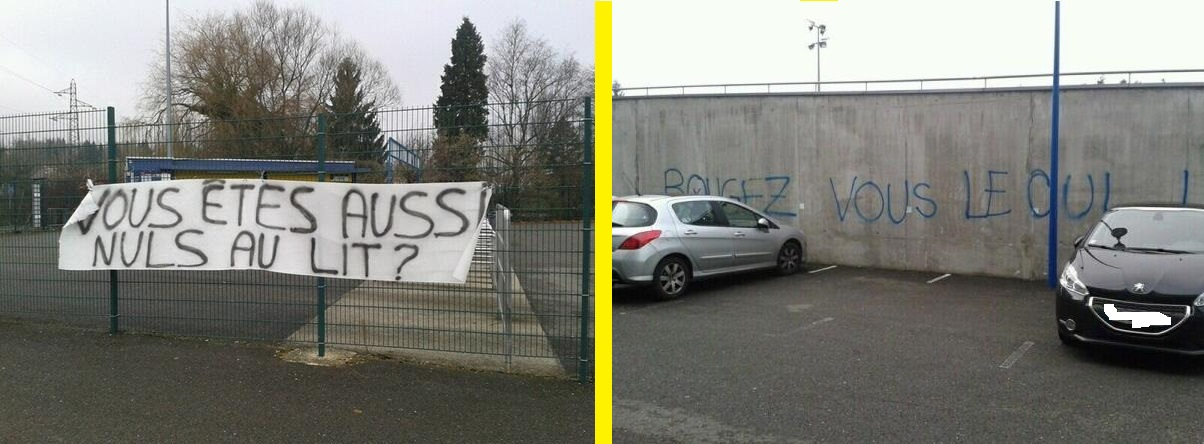
Banderoles présentes dans l'enceinte du stade Bonal avant le match contre rennes en décembre 2013

Après sa double confrontation niçoise de la semaine en championnat, puis en coupe de France, le samedi 21 décembre 2013, le FCSM reçoit pour le dernier match de la phase aller le Stade rennais.
Au vu des banderoles et des inscriptions posées la veille de ce match dans l'enceinte même de Bonal, on pouvait présager d'actions coup de poings des supporters sochaliens.
Et effectivement, excédé par les contre-performances de leurs joueurs, une cinquantaine de supporters ont bloqué le bus des joueurs à leur arrivée au stade afin de laisser éclater leur mécontentement. Il aura fallu l'intervention des forces de l'ordre pour dégager le bus, que même Hervé Renard et Omar Daf n'avait pas pu faire avancer en tentant de raisonner les supporters.

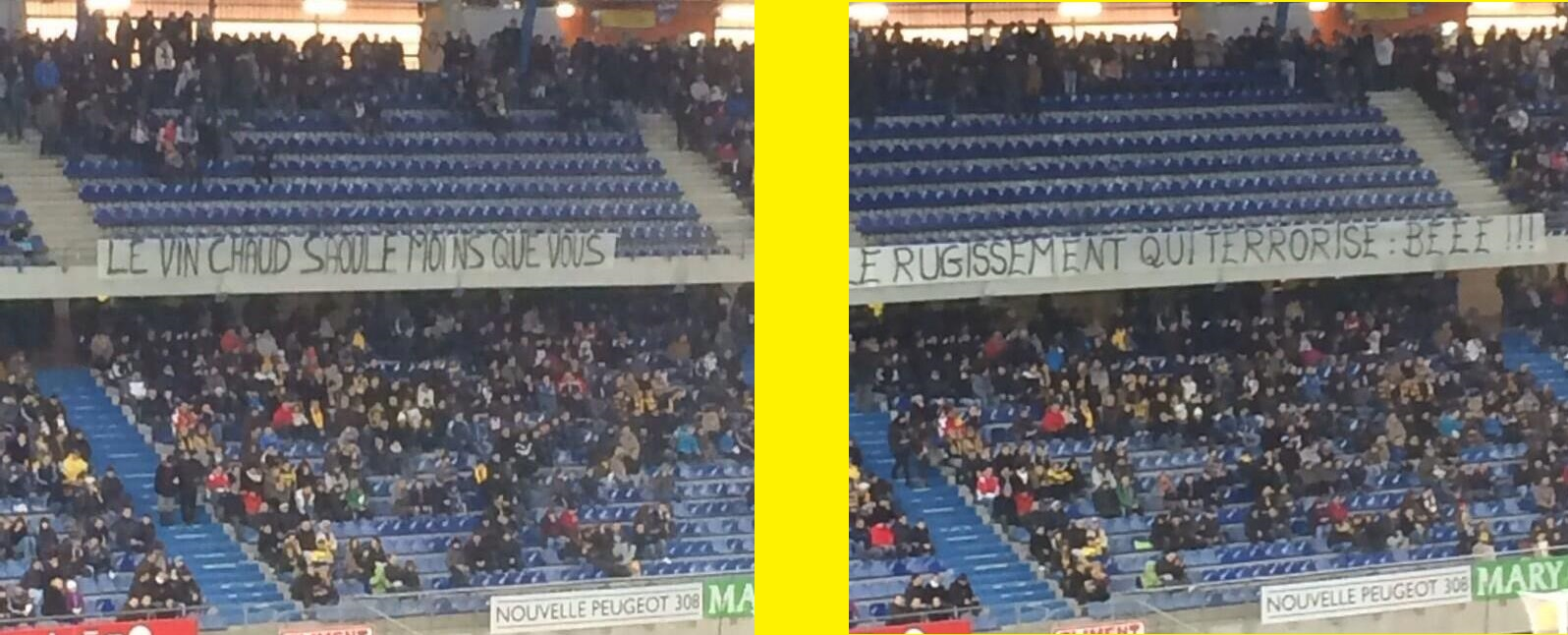
Banderoles déployées pendant le match contre rennes en décembre 2013

La colère n'étant pas retombée chez les Ultras, deux banderoles moqueuses ont été déployés en début de match.
C'est dans ce climat de défiance, que la troupe sochalienne réussit quand même à ouvrir le score sur un pénalty obtenu pour une faute sur Roy Contout dans la surface. Le pénalty est transformé par Cédric Bakambu.
La mi-temps approche à grands pas sur ce score jusqu'à ce que Pierrick Cros décide de sortir pour éviter un corner, et remette en jeu le ballon dans les pieds de Vincent Pajot, qui servait Romain Alessandrini dans la surface, obligeant Sébastien Corchia a commettre l'irréparable. Pénalty pour Rennes, qu'Alessandrini transforme sans trembler. 1 partout à la mi-temps tout est à refaire.
Les Sochaliens auront eu le mérite de ne pas sombrer, malgré ce scénario défavorable, et repartent de l'avant pour cette deuxième mi-temps. Cet engagement volontaire sera récompensé par un deuxième but à la 71e minute, bien lancé par Vincent Nogueira, Cédric Bakambu s'offre la doublé et un "chut" en direction des ultras sochaliens. Ce geste d'humeur répondant aux événements d'avant match.
Le FCSM s'impose enfin à domicile, et grâce seulement à cette deuxième victoire de la saison, laisse la dernière place du classement à AC Ajaccio. Il reste un mince espoir de maintien, espoir suspendu au mercato d'hiver qui s'ouvre au début de janvier.

#### Matchs Retour

##### Janvier 2014 - un mercato porteur d’espoir
Le FCSM commence l'année 2014, le samedi 4 janvier 2014, par son 32e de coupe de France à l’extérieur sur le terrain du FC Bressuire pensionnaire de division d’honneur. Le match se solde par une victoire 3 à 0 de quoi lancer l’année sur une bonne note.
Le mardi 6 janvier 2014, la première recrue du mercato hivernal du FCSM se nomme Jordan Ayew.. Le cadet des frères Ayew s’est laissé convaincre de quitter l'OM pour rejoindre Sochaux en prêt de 6 mois en vue d’obtenir du temps de jeu et de pouvoir participer à la coupe du monde avec sa sélection du Ghana.
Le jeudi 8 janvier 2014, deux Zambiens sont recrutés par le FCSM, Stoppila Sunzu qui est transféré pour 3 ans et demi en Franche-Comté et Nathan Sinkala lui est prêté pour 6 mois avec une option d’achat en fin de saison. L'entraîneur franc-comtois connait bien ses deux joueurs puisqu’ils font partie de l’effectif de l’équipe de Zambie championne d’Afrique des nations en 2012 dont il était le sélectionneur.
Dès le week-end suivant, le samedi 11 janvier 2014, retour de la Ligue 1 et un déplacement périlleux chez les lyonnais. Ce match voit pour la première fois aligné les 3 premières recrues hivernales du FCSM, Stoppila Sunzu Nathan Sinkala et Jordan Ayew. Malgré cet apport, le FCSM rentre avec une défaite 2 à 0 en ayant concédé trop de coup franc contre une équipe lyonnaise qui excelle dans cet exercice.
Le samedi 18 janvier 2014, le match contre les troupes de Rolland Courbis, fraichement revenu aux affaires du côté de Montpellier, ne laisse pas plus d’espoir aux supporters sochaliens qui voient leur équipe s’incliner sur le score de 0 à 2 en faveur des Héraultais. Ce match voit le zambien Nathan Sinkala se faire expulser pour son 2e match en tant que titulaire.
Le mardi 21 janvier 2014 a lieu le 16e de finale de coupe de France qui verra le FCSM se faire sortir sur le terrain du SCO d’Angers sur le score de 1 à 0.
Le samedi 25 janvier 2014, le dernier match du mois de janvier emmène les troupes franc-comtoises sur l’ile de beauté affronter un concurrent direct au maintien, l’AC Ajaccio. Dans un match de la peur, le FCSM ramènera le point du match nul dans les dernières secondes, but offert comme un cadeau de départ par Vincent Nogueira qui quittera sa terre de formation quelques heures plus tard pour rejoindre la Major league et la franchise d'Union de Philadelphie.
L’ancien capitaine ne sera pas le seul à quitter les jaunes et bleus, puisque Sébastien Corchia s’engage officiellement pour 3 ans et demi avec le club du LOSC le 29 janvier 2014.
Dans les dernières heures du mercato, Hervé Renard obtient deux renforts de poids dans les buts en la personne de Yohann Pelé et de Florian Marange pour le poste de latéral gauche point noir de l’effectif depuis le début de saison.

###### Tableau des transferts dumercatod'hiver
| Date       | Nom                    | Nationalité | Modalité                        | Provenance/Destination | Division       |
| Arrivées   |                        |             |                                 |                        |                |
| 6 janvier  | Jordan Ayew            | Ghana       | Prêt                            | OM                     | Ligue 1        |
| 8 janvier  | Stoppila Sunzu         | Zambie      | Transfert (1M €, 2 ans et demi) | TP Mazembe             | Linafoot       |
| 8 janvier  | Nathan Sinkala         | Zambie      | prêt avec o.a.                  | TP Mazembe             | Linafoot       |
| 31 janvier | Yohann Pelé            | France      | Transfert (2 ans et demi)       | Toulouse FC            | Ligue 1        |
| 31 janvier | Florian Marange        | France      | Transfert (6 mois)              | Crystal Palace         | Premier League |
| Départs    |                        |             |                                 |                        |                |
| 29 janvier | Rafaël Dias            | Portugal    | prêt                            | AC Arles-Avignon       | ligue 2        |
| 30 janvier | Vincent Nogueira       | France      | Transfert                       | Union de Philadelphie  | MLS            |
| 31 janvier | Abdoul Razzagui Camara | Guinée      | Prêt                            | RCD Majorque           | liga           |

##### Février 2014 - le réveil des jaunes et bleus
Le samedi 1er février 2014, pour la réception de Nantes, le FCSM s’en remet à sa recrue la plus prometteuse pour empocher les 3 points, car non content de stabiliser la défense centrale aux côtés d’un Carlao enfin retrouvé, Stoppila Sunzu inscrit son premier but sous ses nouvelles couleurs.
Le samedi 8 février 2014, le FCSM doit ensuite se rendre en terre lilloise affronter le nouveau club de Sébastien Corchia, qui attend toujours l’homologation de son contrat par la DNCG. Pour la première fois Hervé Renard aligne ses 5 recrues du mercato hivernal, mais encore trop tendre Sochaux repart du stade Pierre-Mauroy avec une défaite 2 à 0.
La réception le samedi 15 février 2014, de Guingamp offre au public de Bonal une répétition du match contre Nantes, où un Sochaux de mieux en mieux dans le jeu, s’en remet à la tête de son Zambien préféré pour emporter les 3 points de la victoire sur le plus petit score 1 à 0, le joueur se blessera légèrement sur l’action.
Le mois de février se termine par une bonne nouvelle pour l’équipe, le retour de Sébastien Corchia à la suite de la non-homologation par la DNCG, confirmé par le CNOSF, il réintègre le groupe professionnel.
Le samedi 22 février 2014, le déplacement à Valenciennes FC montre que le groupe sochalien ne lâchera rien. Mené deux fois au score, les jaunes et bleus ont trouvé les ressources pour revenir à chaque fois et ramener 1 point de ce déplacement chez un autre concurrent direct. Blessé, ce match montre toute l’importance de Stoppila Sunzu en défense.
Cette rencontre marque aussi le retour de Sébastien Corchia replacé milieu droit depuis l’avènement de Julien Faussurier à son poste de prédilection. Pour son retour, il est l’auteur d’un maitre coup-franc (but du mois de février pour l’équipe). Florian Marange venant inscrire le 2e but en toute fin de rencontre.

##### Mars 2014 - Bonal forteresse imprenable
Le samedi 1er mars 2014, la bande à Gillot débarque à Bonal. Un match plein pour les Sochaliens qui offrent une troisième victoire de suite à leur public. La bande à Renard met fin à une série de 6 matchs sans victoire à domicile face aux Girondins de Bordeaux.
Jordan Ayew et Cédric Bakambu sont les buteurs du soir et offrent la victoire au FCSM. Après le match, Jordan Ayew rendra un bel hommage à son entraîneur devant les caméras de télévision.
Le samedi 8 mars 2014, après une semaine de matchs internationaux, le FCSM se déplace en principauté sans ses 3 Zambiens restés bloqués en Afrique du Sud. Une affaire de plus dans cette saison où rien n’est épargné au club franc-comtois, les papiers des trois internationaux n’étaient pas en règle pour revenir en France.
C’est donc un groupe remanié qui affronte les stars monégasques. Encore une fois, les Sochaliens vont courir après le score presque tout le match, après l’ouverture rapide du score de Berbatov à la 6e minute. Les locaux doublent la mise à la 55e, ce qui aura pour mérite de réveiller les Sochaliens, qui reviendront au score grâce au premier but de la saison d’Edouard Butin qui venait d’entrer. Mais l’expulsion de Jordan Ayew dans la minute suivant la réduction du score anéantira les derniers espoirs de match nuls. Fils adulé le week-end dernier, il devient le fils maudit pour Hervé Renard.
Le samedi 15 mars 2014, réception de Lorient à Bonal. Retour des Zambiens dans le groupe et nouvelle victoire concluante des jaunes et bleus. Roy Contout ouvre le score et, pour son premier but à Bonal, saute dans les bras d’Hervé Renard. En deuxième mi-temps, un nouveau but de Sunzu viendra conforter ce quatrième succès de suite à domicile. À la fin du match, lors de la conférence de presse, Roy Contout deviendra officiellement un des nombreux « fils » d’Hervé Renard.
Le dimanche 23 mars 2014, le déplacement à Geoffroy-Guichard ne fera que confirmer le mal sochalien loin de ses bases. Malgré une bonne première mi-temps, une absence de 10 minutes au retour des vestiaires sera fatale aux Francs-Comtois, Mevlüt Erding et Franck Tabanou profitent des errances sochaliennes pour inscrire deux buts en faveur des Stéphanois. Le FCSM n’apprenant pas de ses erreurs, le nouveau but d’Édouard Butin ne servira encore à rien, puisque dans la foulée c’est au tour de Cédric Bakambu de se faire exclure bêtement et de réduire à néant tout espoirs de match nul. Le 3e but des Stéphanois resterait anecdotique, s’il n’était pas l’œuvre une nouvelle fois de Mevlut Erding serial buteur contre son club formateur. Le match sera aussi marqué par la sortie mouvementée de Roy Contout en cours de match. Décidément, les week-ends se suivent et se ressemblent à Sochaux, les attaquant adulés un week-end se retrouvent confrontés à la colère de leur entraîneur le suivant.
Le samedi 29 mars 2014, l’OM se déplace à Bonal. Il y a de la revanche dans l’air par rapport au scénario du match aller. À la 25e minute, l’inévitable Sunzu ouvre la marque en signant son 4e but pour Sochaux, au moment même où Édouard Butin sort sur civière.
Alors que l’on se dirige tout droit vers une 5e victoire à domicile, le Marseillais Nkoulou égalise à la 90e minute crucifiant le public sochalien. Lors de ce match, Hervé Renard jugeant sa prestation décevante, Emmanuel Mayuka a eu la particularité d’entrer à la 25e minute pour ressortir à la 57e.
À l’issue du mois de mars, le FCSM reste 19e de Ligue 1 avec 26 points au compteur, à 8 longueurs du premier non-relégable.

##### Avril 2014 - Les Invincibles
Un déplacement en Corse n’est jamais chose aisée, les Sochaliens pourront vous le dire encore une fois.
Le samedi 5 avril 2014, le FCSM se déplace à Bastia avec l’obligation de ramener les 3 points de la victoire. Après une entame de match plutôt équilibrée, les joueurs du FCSM marquent par deux fois en deux minutes juste avant la pause, une première fois par Jordan Ayew et sur l’action suivante par Sébastien Corchia.
Les murs du vestiaire corse ont dû trembler pendant la pause, car les joueurs corses sont revenus le couteau entre les dents, réduisant l'écart rapidement par Gianni Bruno bien seul au milieu de la surface. Le FCSM a eu l’occasion d’inscrire un 3e buts par Sébastien Roudet mais il n’a pas concrétisé son action, et sur l’action suivante, Djibril Cissé a égalisé en marquant un des plus beaux buts de la saison sur une ouverture de 60 mètres de Romaric. Le FCSM repart de Furiani avec d’énormes regrets et le seul point du match nul.
Le samedi 12 avril 2014, c’est une des meilleures équipes à l’extérieur qui se présente à Bonal, le TFC. Rien n’y fait, le FCSM sur ses terres est devenu intraitable et Jordan Ayew ouvre le score dès la 15e minute de jeu sur un centre parfait de Roy Contout. Les Sochaliens dominent de la tête et les épaules ce match, et même l’expulsion d’Hervé Renard par Alexandre Castro, pour geste déplacé envers son assistant pour une touche mal jugée, ne changera rien à la physionomie du match, le FCSM doublant la mise par les deux compères du soir, Jordan Ayew rendant la politesse à Roy Contout. Le FCSM s’impose 2 à 0 dans un match plein, où toute l’équipe a montré qu’elle avait le niveau pour se maintenir en Ligue 1.
Le dimanche 20 avril 2014, le FCSM se déplace à Auguste Delaune avec une forte colonie de supporters pour les soutenir à la suite d'une opération du club offrant l’entrée au stade.

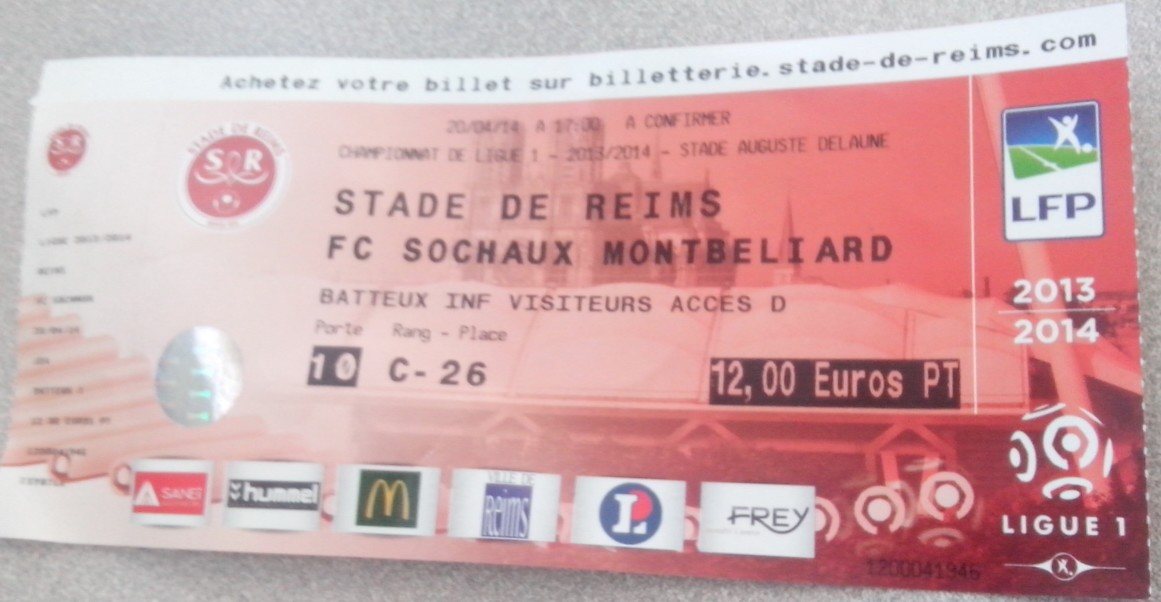
Billet de match Reims - FCSM saison 2013 - 2014

Hervé Renard a décidé de reconduire la même équipe victorieuse la semaine précédente, mais nouveau coup dur pendant l’échauffement, Carlao a ressenti une douleur aux adducteurs et il est remplacé par Cédric Kanté.
Après une bonne entame de match, les Sochaliens ouvrent le score par l’intermédiaire de Sébastien Corchia juste avant la mi-temps. Les joueurs ont retenu la leçon de Bastia, et réussissent à conserver ce score pour obtenir leur première victoire de la saison à l’extérieur.
En marge de ce match, les bus des supporters sochaliens ont été pris dans une embuscade à leur sortie du stade. Une camionnette et un bus ont été caillassés par des pseudos supporters rémois, le bus se retrouvant HS, les derniers supporters sochaliens ont dû attendre un bus de substitution et sont rentrés chez eux avec plus de 4h00 de retard sur leurs collègues.
Le dimanche 27 avril 2014, c’est le PSG et toutes ces stars qui débarquent en Franche-Comté pour "le match du titre" selon les journalistes.
En plus de l’horaire inhabituel pour les Sochaliens, honneur inhabituel pour eux puisque Canal + et BeIN Sports ont décidé de retransmettre en direct cette rencontre.
Dans un Bonal à guichets fermés pour la première fois de la saison, le PSG ouvre le score à la 24e minute par Edinson Cavani et le FCSM est donc mené à la mi-temps 1 à 0.
Au retour des vestiaires, le jeu s’équilibre, les Sochaliens vont bousculer l’ogre parisien et sur une contre-attaque provoquent un but CSC de Thiago Silva. Dans une ambiance de folie, le match aurait pu basculer dans un sens comme dans un autre au vu des occasions manquées de part et d’autre, mais plus rien ne sera marqué.
Le FCSM obtient un point précieux dans son optique du maintien et retarde le sacre des Parisiens.

##### Mai 2014 - Un parcours de finaliste
Le dimanche 4 mai 2014, le FCSM reçoit l’OGC Nice.
Bonal a de nouveau fait le plein pour soutenir les jaunes et bleus. Ce match voit le retour de leur capitaine Carlao dans le onze titulaire, retour prépondérant puisqu'à la 15e minute, il sauve sur sa ligne un ballon de Jérémy Pied qui se voyait déjà ouvrir le score. Juste avant la mi-temps, sur une action de Jordan Ayew, Nemanja Pejčinović ouvre le score contre son camp.
Au retour des vestiaires, malgré une faute de Sébastien Corchia sur Darío Cvitanich dans la surface, M. Fautrel siffle contre l’attaquant niçois et le sanctionne d’un carton jaune. Les Sochaliens toujours concentrés sur leur match, ce qui n’est pas le cas de tout leur adversaire, continuent de pousser et doublent la mise par une tête décroisée de Jordan Ayew sur un centre parfait de Sébastien Corchia.
Le match est plié, les aiglons ne reviendront pas au score et seront réduit à 10 après l’expulsion de Dario Cvitanich pour un 2e carton jaune.
Les Sochaliens gagnent leur quart de finale dans la course au maintien et se rapproche à 1 point des deux premiers non-relégables.
Le samedi 10 mai 2014, le FCSM se déplace au stade rennais soutenu par une colonie de 350 supporters mobilisés comme jamais.
Dans un stade de la route de Lorient en colère contre ses joueurs, le FCSM propose une copie brouillonne jusqu’à l’ouverture du score par Jordan Ayew à la 33e minute. Le FCSM maitrise son match jusqu’à la 72e minute quand Paul-Georges Ntep égalise. Moment de flottement sur le terrain et dans les tribunes côté jaunes et bleus, mais pas chez Hervé Renard qui réagit rapidement et lance Emmanuel Mayuka dans la bataille. 1 minute après son entrée et sur son premier ballon, le Zambien reprend de la tête un magnifique centre de Sébastien Roudet, centre parti d’un corner joué rapidement. Le FCSM reprend l’avantage pour ne plus le lâcher.
Au coup de sifflet final, le FCSM a réussi son pari et tient sa finale du maintien dans sept jours à domicile contre Evian.
Au cours de la semaine précédant ce dernier match de la saison, la ferveur populaire autour du FCSM s'intensifie. La France du Foot espère que Sochaux va battre l'ETG est rester en Ligue 1 comme le montre un sondage réalisé par l'équipe à plus de 85 %.
À Bonal, les entrainements se déroulent chaque jour devant plus de 200 supporters avec un pic le mercredi et la journée réservée aux enfants des salariés travaillant chez PSA à Sochaux, où plus de 1 000 personnes (570 enfants invités avec leurs parents) assistent à la séance.
La guerre médiatique entre les deux entraîneurs bat son plein le jeudi, lorsque l'entraineur Haut Savoyard allume son homologue sochalien en déclarant « Je ne le connais pas, lui connaît tout. Moi, je ne suis juste qu’un modeste entraîneur » avant de conclure « Je crois qu’Hervé Renard a décidé d’être mon adversaire beaucoup plus longtemps que sur la durée d’un match ».
Hervé Renard décide de calmer le jeu et de ne pas rajouter d'huile sur le feu en ne répondant pas à ces attaques lors de sa conférence de presse d'avant match.
Autre fait important de cette semaine, l'escapade parisienne de l'entraîneur sochalien pour rencontrer Jean-Michel Aulas le président de l'Olympique lyonnais afin de discuter du poste d'entraineur laissé vacant par Rémi Garde alors qu'il a un match décisif à préparer avec le FCSM.
Le samedi 17 mai 2014, la finale du maintien entre le FCSM et l'Évian TG se déroule dans un Stade Auguste-Bonal plein à craquer et chauffer à blanc. Les Hauts-Savoyards ne sont pas en reste et ont fait déplacer près de 720 supporters pour ce match couperet pour leur équipe.
Malheureusement pour les Sochaliens, la soirée va vite tourner au cauchemar. L'ETG ouvre le score dès la 8e minute par Daniel Wass parfaitement servi par Modou Sougou.
Malgré leurs efforts, les Sochaliens n'arrivent pas à déployer leur jeu, et à la 42e sur un corner tirait par Wass, Aldo Angoula inscrit le 2e but pour Évian. En rentrant à la pause avec deux buts de retard, la messe est presque dite pour les Francs-Comtois.
Hervé Renard joue son va-tout et lance dès la reprise Cédric Bakambu qui passe à côté de son match, et sera lui-même remplacé par Emmanuel Mayuka au bout de 25 minutes passées sur le terrain. 1 minute après cet ultime changement, Daniel Wass encore lui crucifie Bonal et inscrit un doublé portant le score à 3 à 0 pour les visiteurs. Plus rien ne sera inscrit, et les Sochaliens sont relégués en ligue 2.

#### Bilan et classement Final
Le FCSM finit sa 66e saison parmi l'élite par une relégation. Malgré une deuxième partie de saison tonitruante où le FCSM termine 7e de la phase retour, et 4e meilleure équipe à domicile, les Sochaliens n'auront jamais pu combler le retard pris à la trêve.
Ils finissent respectivement 16e attaque et 18e défense sur la saison mais aussi à la 18e place au fair-play.
Extrait du classement de Ligue 1 2013-2014
| Rang | Équipe                 | Pts | J  | G  | N  | P  | Bp | Bc | Diff |
| ---- | ---------------------- | --- | -- | -- | -- | -- | -- | -- | ---- |
| 15   | Montpellier HSC        | 42  | 38 | 8  | 18 | 12 | 45 | 53 | -8   |
| 16   | EA Guingamp P C        | 42  | 38 | 11 | 9  | 18 | 34 | 42 | -8   |
| 17   | OGC Nice               | 42  | 38 | 12 | 6  | 20 | 30 | 44 | -14  |
| 18   | FC Sochaux-Montbéliard | 40  | 38 | 10 | 10 | 18 | 37 | 61 | -24  |
| 19   | Valenciennes FC        | 29  | 38 | 7  | 8  | 23 | 37 | 65 | -28  |
| 20   | AC Ajaccio             | 23  | 38 | 4  | 11 | 23 | 37 | 72 | -35  |

### Coupe de la ligue
Le mois d’octobre se solde par la réception de Montpellier pour un 16e de coupe de la ligue à Bonal le mercredi 30 octobre 2013.
Dans un match au scénario de coupe, le FCSM va accrocher sa qualification dans les ultimes secondes des prolongations s’évitant une séance de tirs au but toujours cruelle. Alors que les locaux avaient ouvert le score dès la 38e minute par Sanjin Prcic, ils avaient été rejoints au retour des vestiaires par un pénalty provoqué par Lionel Zouma. Plus rien ne sera marqué dans le temps réglementaire.
Les prolongations débutent par la blessure de Sanson et Montpellier va devoir finir à 10 puisque Jean Fernandez a déjà effectué ses 3 changements. Nouveau fait de jeu à la 105e minute, Jonas Martin est exclu pour une 2e Carton jaune et les Héraultais vont devoir finir à 9.
Les Sochaliens vont profiter de cette supériorité numérique pour inscrire deux buts coups sur coup par Sébastien Corchia et Carlao. Dans un ultime sursaut, les hommes de Jean Fernandez vont réduire le score juste avant que l’arbitre ne siffle la fin du match.
Le mercredi 18 décembre 2013, le FCSM se déplace à l'allianz Riviera, une deuxième fois en 3 jours, pour affronter l'OGC Nice pour un 8e de coupe de la ligue.
Défait 1 à 0 en championnat, les Sochaliens sont décidés à prendre leur revanche mais l'équipe emmenée par un capitaine d'un soir Mathieu Peybernes va vite déchanter. Dès la 14e minute, Nemanja Pejčinović ouvre le score pour les locaux.
À la 31e minute, Romain Genevois qui venait de remplacer le 1er buteur, double la mise pour les aiglons.
3 minutes plus tard, c'est Jérémy Pied qui y a va de son but et porte la marque à 3 à 0. Le match est plié, et ce ne sont pas les quelques percées d'Emmanuel Mayuka en 2e mi-temps qui changeront le cours du match. Le FCSM sort de la coupe de la ligue par la petite porte.

### Coupe de France
L'année 2014 débute pour le FCSM par son 32e de Coupe de France de football 2013-2014 face au FC Bressuire, club de Division d'Honneur. Le match a lieu au Stade René-Gaillard à Niort le samedi 4 janvier 2014,
Hervé Renard ne disposant pas encore de ses premières recrues, c'est une équipe proche de celle qui a gagné contre Rennes qui est alignée.
À la 16e minute, Sanjin Prcić ouvre le score d'une belle frappe à l'entrée de la surface.
Les Sochaliens maitrisent le jeu et à la 31e minute, Abdoul Razzagui Camara profite d'un bon une-deux avec Cédric Bakambu pour aggraver la marque en faveur des Sochaliens.
Puis à la 37e minute, Bakambu offre sur un plateau le doublé Abdoul Razzagui Camara qui du pied gauche inscrit le 3e but du FCSM. En menant 3 à 0 à la mi-temps, le FCSM va se contenter de gérer son avance pour se qualifier sans trembler face à un adversaire valeureux.
Le mardi 21 janvier 2014, le FCSM se déplace une nouvelle fois pour disputer son 16e de Coupe de France de football 2013-2014.
Direction le SCO Angers, pour un match loin d'être déséquilibré entre un pensionnaire de ligue 2 qui bataille pour la montée, et le FCSM toujours relégable en Ligue 1.
Hervé Renard recherche toujours la bonne formule tactique, avec un effectif qui n'arrête pas de bouger au rythme du mercato, et présente une équipe défensive renouvelée avec pas moins de six changements par rapport au match de championnat contre Montpellier. Malgré l'assise défensive qu'il a essayé de trouver, ce sont les locaux qui ouvrent le score à la 69e minute Djibril Konaté.
Le FCSM aura beau tout tenter, il ne reviendra pas au score et sortira par la petite porte de la Coupe de France.

## Joueur et encadrement technique

### Encadrement technique
Le FCSM recommence la saison avec Éric Hély à la tête de l'équipe première. La confiance est maintenue à l'homme qui a réussi deux fois de suite à maintenir le club en Ligue 1. Mais après un départ de saison catastrophique, le technicien jette l'éponge à l'issue de la 7e journée de championnat et un revers 5 à 1 à Guingamp.
Il sera remplacé par ses adjoints avec Omar Daf en chef de file pour les deux matchs suivant avant que le président Pernet décide de recruter le 7 octobre 2013, Hervé Renard qui jouit d'une grande popularité en Afrique, mais qui a encore tout à prouver en France.
Le technicien dirigera 28 matchs de Ligue 1 à la tête du FCSM avant d'annoncer son départ à la fin du dernier match de la saison et de la relégation du club.

### Statistiques individuelles
Liste des joueurs ayant participé à au moins un match professionnel lors de la saison 2013/2014 avec le FCSM.
| no | Poste | Nat. | Nom           | Championnat | Championnat | Championnat | Championnat | Championnat | Championnat  | Coupe de France | Coupe de France | Coupe de France | Coupe de France | Coupe de France | Coupe de France | Coupe de la Ligue | Coupe de la Ligue | Coupe de la Ligue | Coupe de la Ligue | Coupe de la Ligue | Coupe de la Ligue | Total | Total | Total | Total | Total  | Total        |
| no | Poste | Nat. | Nom           | MJ          | MinJ        | B           | Pd          | Averti      | Carton rouge | MJ              | MinJ            | B               | Pd              | Averti          | Carton rouge    | MJ                | MinJ              | B                 | Pd                | Averti            | Carton rouge      | MJ    | MinJ  | B     | Pd    | Averti | Carton rouge |
| -- | ----- | ---- | ------------- | ----------- | ----------- | ----------- | ----------- | ----------- | ------------ | --------------- | --------------- | --------------- | --------------- | --------------- | --------------- | ----------------- | ----------------- | ----------------- | ----------------- | ----------------- | ----------------- | ----- | ----- | ----- | ----- | ------ | ------------ |
| 1  | G     |      | CROS          | 6           | 540         | 0           | 0           | 0           | 0            | 1               | 90              | 0               | 0               | 0               | 0               | 2                 | 210               | 0                 | 0                 | 0                 | 0                 | 9     | 840   | 0     | 0     | 0      | 0            |
| 40 | G     |      | PELE          | 15          | 1350        | 0           | 0           | 0           | 0            | 0               | 0               | 0               | 0               | 0               | 0               | 0                 | 0                 | 0                 | 0                 | 0                 | 0                 | 15    | 1350  | 0     | 0     | 0      | 0            |
| 16 | G     |      | POUPLIN       | 17          | 1530        | 0           | 0           | 2           | 0            | 1               | 90              | 0               | 0               | 0               | 0               | 0                 | 0                 | 0                 | 0                 | 0                 | 0                 | 18    | 1620  | 0     | 0     | 2      | 0            |
| 5  | D     |      | CARLAO        | 27          | 2221        | 1           | 1           | 7           | 0            | 1               | 78              | 0               | 0               | 1               | 0               | 1                 | 120               | 0                 | 0                 | 0                 | 0                 | 29    | 2419  | 1     | 1     | 8      | 0            |
| 2  | D     |      | CORCHIA       | 33          | 2916        | 3           | 2           | 5           | 0            | 1               | 90              | 0               | 0               | 0               | 0               | 2                 | 210               | 1                 | 0                 | 0                 | 0                 | 36    | 3216  | 4     | 2     | 5      | 0            |
| 25 | D     |      | FAUSSURIER    | 37          | 3049        | 0           | 3           | 3           | 0            | 2               | 180             | 0               | 0               | 0               | 0               | 1                 | 44                | 0                 | 0                 | 0                 | 0                 | 40    | 3273  | 0     | 3     | 3      | 0            |
| 6  | D     |      | KANTE         | 18          | 1516        | 0           | 1           | 3           | 1            | 2               | 160             | 0               | 0               | 0               | 0               | 1                 | 44                | 0                 | 0                 | 0                 | 0                 | 21    | 1720  | 0     | 1     | 3      | 1            |
| 7  | D     |      | MARANGE       | 15          | 1344        | 1           | 0           | 2           | 0            | 0               | 0               | 0               | 0               | 0               | 0               | 0                 | 0                 | 0                 | 0                 | 0                 | 0                 | 15    | 1344  | 1     | 0     | 2      | 0            |
| 17 | D     |      | PEYBERNES     | 15          | 1146        | 0           | 0           | 1           | 0            | 2               | 110             | 0               | 0               | 0               | 0               | 2                 | 128               | 0                 | 0                 | 0                 | 0                 | 19    | 1384  | 0     | 0     | 1      | 0            |
| 27 | D     |      | POUJOL        | 4           | 246         | 0           | 0           | 0           | 0            | 0               | 0               | 0               | 0               | 0               | 0               | 1                 | 46                | 0                 | 0                 | 0                 | 0                 | 5     | 292   | 0     | 0     | 0      | 0            |
| 14 | D     |      | ROUSSILLON    | 1           | 48          | 0           | 0           | 0           | 0            | 0               | 0               | 0               | 0               | 0               | 0               | 0                 | 0                 | 0                 | 0                 | 0                 | 0                 | 1     | 48    | 0     | 0     | 0      | 0            |
| 31 | D     |      | SUNZU         | 17          | 1530        | 4           | 0           | 3           | 0            | 1               | 90              | 0               | 0               | 0               | 0               | 0                 | 0                 | 0                 | 0                 | 0                 | 0                 | 18    | 1620  | 4     | 0     | 3      | 0            |
| 29 | M     |      | BOUMAL        | 7           | 566         | 0           | 0           | 2           | 1            | 1               | 90              | 0               | 0               | 0               | 0               | 1                 | 120               | 0                 | 0                 | 0                 | 0                 | 9     | 776   | 0     | 0     | 2      | 1            |
|    | M     |      | BOUDEBOUZ     | 2           | 180         | 1           | 6           | 0           | 0            | 0               | 0               | 0               | 0               | 0               | 0               | 0                 | 0                 | 0                 | 0                 | 0                 | 0                 | 2     | 180   | 1     | 6     | 0      | 0            |
|    | M     |      | DIAS          | 7           | 425         | 0           | 2           | 1           | 0            | 1               | 44              | 0               | 0               | 0               | 0               | 2                 | 119               | 0                 | 0                 | 0                 | 0                 | 10    | 588   | 0     | 2     | 1      | 0            |
| 4  | M     |      | DOUBAI        | 15          | 644         | 0           | 0           | 0           | 0            | 2               | 58              | 0               | 0               | 0               | 0               | 1                 | 90                | 0                 | 0                 | 0                 | 0                 | 18    | 792   | 0     | 0     | 0      | 0            |
| 32 | M     |      | EICKMAYER     | 10          | 617         | 0           | 0           | 1           | 0            | 0               | 0               | 0               | 0               | 0               | 0               | 2                 | 133               | 0                 | 0                 | 0                 | 0                 | 12    | 750   | 0     | 0     | 1      | 0            |
| 10 | M     |      | GUERBERT      | 7           | 346         | 0           | 1           | 1           | 0            | 0               | 0               | 0               | 0               | 0               | 0               | 1                 | 68                | 0                 | 0                 | 0                 | 0                 | 8     | 414   | 0     | 1     | 1      | 0            |
| 33 | M     |      | ILAIMAHARITRA | 12          | 476         | 0           | 0           | 1           | 0            | 2               | 180             | 0               | 0               | 0               | 0               | 1                 | 90                | 0                 | 0                 | 0                 | 0                 | 15    | 746   | 0     | 0     | 1      | 0            |
| 8  | M     |      | LOPY          | 10          | 711         | 1           | 0           | 3           | 0            | 0               | 0               | 0               | 0               | 0               | 0               | 1                 | 120               | 0                 | 0                 | 0                 | 0                 | 11    | 831   | 1     | 0     | 3      | 0            |
| 35 | M     |      | MALSA         | 4           | 346         | 0           | 1           | 1           | 0            | 0               | 0               | 0               | 0               | 0               | 0               | 0                 | 0                 | 0                 | 0                 | 0                 | 0                 | 4     | 346   | 0     | 1     | 1      | 0            |
|    | M     |      | NOGUEIRA      | 15          | 1008        | 1           | 1           | 0           | 0            | 2               | 180             | 0               | 0               | 0               | 0               | 1                 | 35                | 0                 | 0                 | 0                 | 0                 | 18    | 1223  | 1     | 1     | 0      | 0            |
| 26 | M     |      | PRCIC         | 29          | 1791        | 0           | 0           | 6           | 0            | 1               | 72              | 1               | 0               | 0               | 0               | 1                 | 75                | 1                 | 0                 | 0                 | 0                 | 31    | 1938  | 2     | 0     | 6      | 0            |
|    | M     |      | CAMARA        | 11          | 298         | 0           | 1           | 0           | 0            | 1               | 82              | 2               | 0               | 0               | 0               | 0                 | 0                 | 0                 | 0                 | 0                 | 0                 | 12    | 380   | 2     | 1     | 0      | 0            |
| 18 | M     |      | ROUDET        | 29          | 2250        | 0           | 5           | 4           | 0            | 1               | 90              | 0               | 0               | 0               | 0               | 0                 | 0                 | 0                 | 0                 | 0                 | 0                 | 30    | 2340  | 0     | 5     | 4      | 0            |
| 28 | M     |      | SINKALA       | 15          | 1273        | 0           | 0           | 5           | 1            | 0               | 0               | 0               | 0               | 0               | 0               | 0                 | 0                 | 0                 | 0                 | 0                 | 0                 | 15    | 1273  | 0     | 0     | 5      | 1            |
| 19 | M     |      | ZOUMA         | 16          | 1119        | 0           | 0           | 5           | 0            | 0               | 0               | 0               | 0               | 0               | 0               | 2                 | 122               | 0                 | 0                 | 1                 | 0                 | 18    | 1241  | 0     | 0     | 6      | 0            |
| 3  | A     |      | AYEW          | 17          | 1356        | 5           | 1           | 4           | 1            | 1               | 90              | 0               | 0               | 0               | 0               | 0                 | 0                 | 0                 | 0                 | 0                 | 0                 | 18    | 1446  | 5     | 1     | 4      | 1            |
| 22 | A     |      | BAKAMBU       | 31          | 2019        | 7           | 1           | 4           | 1            | 2               | 149             | 0               | 2               | 0               | 0               | 2                 | 210               | 0                 | 0                 | 0                 | 0                 | 35    | 2378  | 7     | 3     | 4      | 1            |
| 12 | A     |      | BOUKARI       | 10          | 190         | 0           | 0           | 2           | 0            | 0               | 0               | 0               | 0               | 0               | 0               | 0                 | 0                 | 0                 | 0                 | 0                 | 0                 | 10    | 190   | 0     | 0     | 2      | 0            |
| 20 | A     |      | BUTIN         | 11          | 285         | 2           | 0           | 0           | 0            | 1               | 18              | 0               | 0               | 0               | 0               | 0                 | 0                 | 0                 | 0                 | 0                 | 0                 | 12    | 303   | 2     | 0     | 0      | 0            |
| 11 | A     |      | CONTOUT       | 33          | 2706        | 5           | 3           | 6           | 0            | 0               | 0               | 0               | 0               | 0               | 0               | 2                 | 210               | 1                 | 0                 | 0                 | 0                 | 35    | 2916  | 6     | 3     | 6      | 0            |
| 33 | A     |      | DIALLO        | 1           | 15          | 0           | 0           | 0           | 0            | 0               | 0               | 0               | 0               | 0               | 0               | 0                 | 0                 | 0                 | 0                 | 0                 | 0                 | 1     | 15    | 0     | 0     | 0      | 0            |
| 9  | A     |      | FRAU          | 7           | 171         | 0           | 0           | 0           | 0            | 0               | 0               | 0               | 0               | 0               | 0               | 0                 | 0                 | 0                 | 0                 | 0                 | 0                 | 7     | 171   | 0     | 0     | 0      | 0            |
| 15 | A     |      | MAYUKA        | 21          | 1204        | 4           | 0           | 1           | 0            | 2               | 39              | 0               | 0               | 0               | 0               | 1                 | 90                | 0                 | 0                 | 0                 | 0                 | 24    | 1333  | 4     | 0     | 1      | 0            |
|    | A     |      | PRIVAT        | 2           | 80          | 0           | 0           | 0           | 0            | 0               | 0               | 0               | 0               | 0               | 0               | 0                 | 0                 | 0                 | 0                 | 0                 | 0                 | 2     | 80    | 0     | 0     | 0      | 0            |

#### Schéma tactique
Il a longtemps chercher un dispositif lors de la première partie tatonnant entre le 532 et le 442 mais la formation la plus utilisée par le FCSM cette saison est le 4-2-3-1, pour quatre défenseurs, deux milieux de terrain défensifs, trois milieux de terrain offensif et un attaquant mis en place sur la deuxième partie de saison par Hervé Renard.
| \| Pelé 40 Faussurier 25 Carlao 5 Sunzu 31 Marange 7 Sinkala 28 Prcic 26 Corchia 2 Roudet 18 Contout 11 Ayew 3 \| L'équipe type de la saison en 4-2-3-1. · D'après les temps de jeu à leur poste sur la 2e partie de saison. |
| Pelé 40 Faussurier 25 Carlao 5 Sunzu 31 Marange 7 Sinkala 28 Prcic 26 Corchia 2 Roudet 18 Contout 11 Ayew 3 |

Le gardien titulaire est Yohann Pelé. Il a moins joué de matchs que Simon Pouplin, mais du jour où il est arrivé dans le but, il n'a plus lâché le poste, alors que Pouplin se partageait le poste avec Pierrick Cros sur la première partie de saison.
La charnière centrale est formée de Carlao, le capitaine de l'équipe, transformé par l'arrivée d' Hervé Renard, le brésilien a donné sa pleine puissance en devenant un titulaire indiscutable. Il a été associé à Stoppila Sunzu qui tout comme Pelé, a été titulaire chaque fois qu'il était disponible.
Aux postes d'arrières latéraux, Julien Faussurier est devenue titulaire indiscutable à droite en lieu est place de Sébastien Corchia lors de son vrai/faux départ au LOSC, tandis qu'à gauche c'est Florian Marange arrivé lui aussi au mercato d'hiver qui s'est imposé.
Au milieu de terrain, Nathan Sinkala et Sanjin Prcic forment la paire de milieux défensifs la plus utilisée.
À son retour de son transfert manqué, Sébastien Corchia s'est imposé à un nouveau poste de milieu offensif droit poussant Roy Contout sur le flanc gauche du milieu. Le rôle de distributeur a été dévolu à Sébastien Roudet, qui a retrouvé une seconde jeunesse à ce poste.
La pointe de l'attaque longtemps animé par Cédric Bakambu, a été récupéré par Jordan Ayew qui s'est enfin épanoui en Ligue 1.
Les autres joueurs les plus utilisés ont été les jeunes Marco Ilaimaharitra et Mickaël Malsa, et des joueurs comme Cédric Kanté, Matthieu Peybernes, Emmanuel Mayuka, Joseph Lopy, Thomas Guerbert voir Loic Poujol et Vincent Nogueira avant son transfert en fin janvier.

## Affluence et télévision

### Affluence
273 364 personnes ayant assisté aux 19 rencontres de championnat du FCSM au Stade Auguste Bonal pour une affluence moyenne à domicile de 14 388 spectateurs. Cette moyenne classe seulement le FCSM a la 15e place en termes d’affluence, mais il se classe au onzième rang en termes de remplissage à domicile. Le record de la saison a été réalisé lors du dernier match de la saison contre Evian Thonon Gaillard avec 19 905.

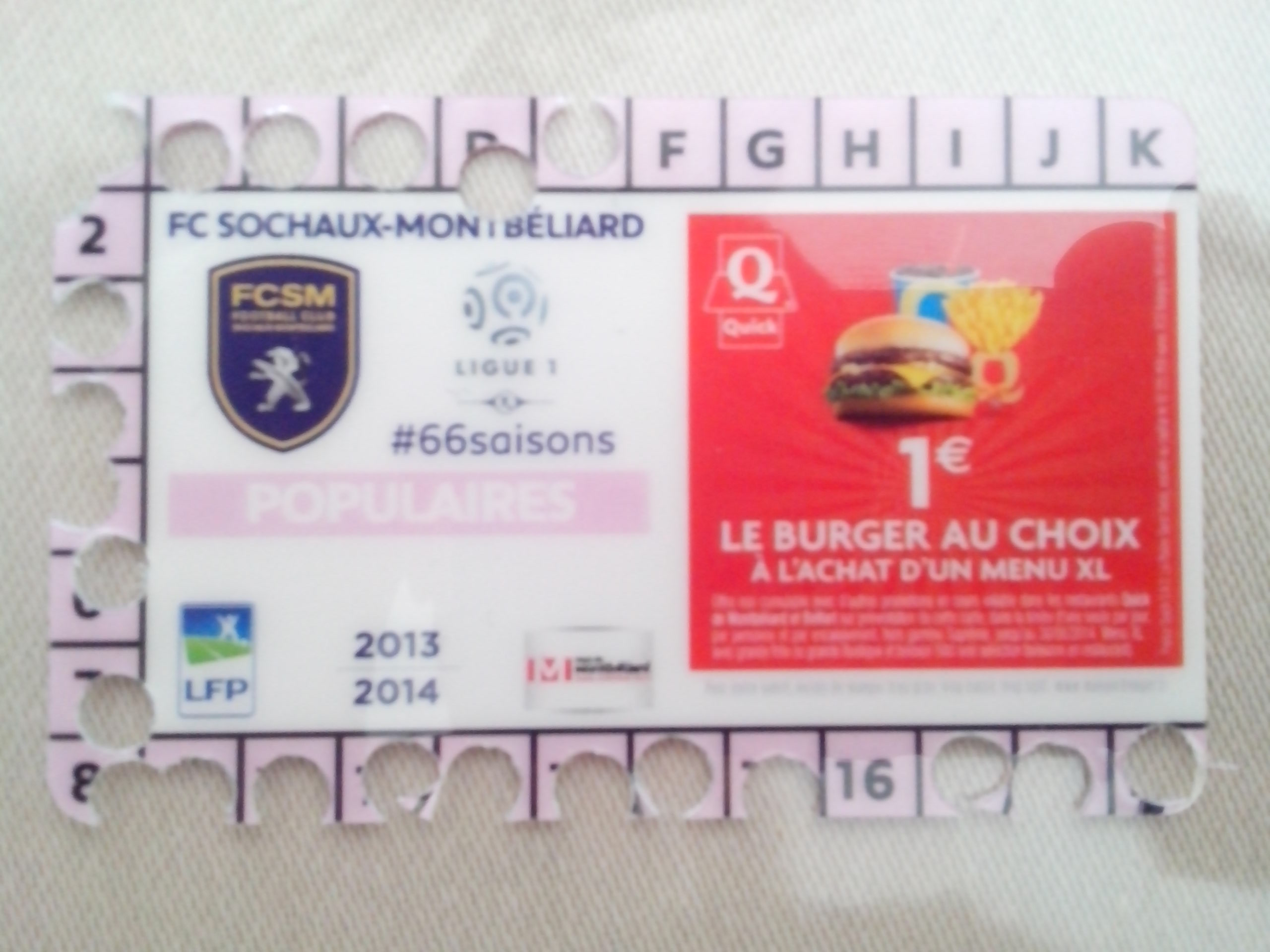
Carte d'abonnement en populaire

Les coupes n’ont pas été propices à remplir le stade, car seul le premier tour de coupe de la ligue a été joué à domicile et à réunis 9 077 spectateurs avec seulement l’anneau inférieur ouvert, les groupes de supporters ont du descendre et ce qui donné lieu à une belle ambiance.
À l’extérieur, le FCSM a déplacé ses supporters sur 15 rencontres n’étant pas présent lors deux matchs disputés en corse à cause de l’éloignement, au PSG pour des raisons de tarif et au TFC car la rencontre était menacé par la grève des clubs contre la taxe à 75%.
Le record étant réalisé lors de la première journée lors du déplacement au parc des sports d’Annecy avec 288 supporters comptabilisés.

### Retransmission télévisée
Le groupe Canal+ et beIN Sport sont les diffuseurs de la Ligue 1 2013-2014 et verse 607 millions d'euros de droits télévisuels à la Ligue de football professionnel (LFP) pour 5 matchs à horaire décalés en exclusivité et traditionnellement les 5 autres le samedi soir en multiplex.
Les matchs du FCSM mis en avant par les chaines
- Vendredi à 20h30 sur Be Sport 1 : FCSM 1 – OL 3
- Samedi à 17h sur Canal + : PSG 5 - FCSM 1 et FCSM 1 - OM 1
- Dimanche à 14h sur Be Sport 1: FCSM 2 – ASM 2, ASSE 3 - FCSM 1 et FCSM 1 – PSG 1
- Dimanche à 17h sur Beinsport: FCGB 4 - FCSM 1 et OM 2 – FCSM 1
- Dimanche à 21h sur Canal + : Aucun match
- Multiplex (samedis, dimanches et jours de semaine confondus): 30 matchs.

Les deux diffuseurs ayant le droit de choisir de diffuser un match d’un club choisi par le concurrent plusieurs fois dans la saison, le FCSM a eu l’honneur d’être diffuser par les deux groupes en simultanée une seule fois, à domicile contre le PSG le dimanche 27 avril 2014, car tout le monde voyait le PSG sacrait lors de ce match. Mais le résultat nul obtenu par les sochaliens a retardé la fête parisienne.
À noter, le dernier match de la saison du FCSM contre Evian Thonon Gaillard a été diffusé en exclusivité sur Sport+.